# Yacimiento El Molón II
El Molón II es un pequeño asentamiento fortificado prerromano situado en las estribaciones de la Sierra de Mira, que constituye el principal accidente geográfico de la zona, claramente vinculado con su homónimo valenciano (El Molón), como demuestra su proximidad, estando separados tan solo por 2,7 km en línea recta, y similar cronología, tanto por lo que respecta a época prerromana como medieval, lo que confirma la interrelación entre ambos lugares, claramente complementarios desde el punto de vista estratégico, pues controla la zona de vacío visual más destacada del oppidum. 
El yacimiento se sitúa en la cima de la cresta montañosa delimitado por los cortados y un lienzo amurallado, conservado allí donde la pendiente se torna menos escarpada. Su perímetro amurallado cubre una superficie de 7.300m2, a lo que habría que añadir una posible zona de expansión, a extramuros, de 500 m². Presenta un excelente dominio visual de todo el valle de Mira y la cima de La Muela, hacia el norte, los llanos que se extienden hacia el oeste y el sur, y el valle de Cañas Frías (a través del cual se comunica con El Molón de Camporrobles), hacia el sureste; tiene visión, igualmente, sobre gran parte de la zona meridional de la Serranía de Cuenca y control sobre las vías de comunicación entre la Serranía y los llanos de la meseta de Utiel-Requena.